# اندری اننکوف
اندری اننکوف (اوکراینی: Aндрiй Михайлович Aннєнков؛ زادهٔ ۲۱ ژانویهٔ ۱۹۶۹) بازیکن فوتبال اهل اوکراین است.
از باشگاه‌هایی که در آن بازی کرده‌است می‌توان به باشگاه فوتبال کریفباس کریفیی ریه، باشگاه فوتبال ایسکرا اسمولنسک، باشگاه فوتبال دنیپرو، باشگاه فوتبال آرسنال کی‌یف، باشگاه فوتبال ایرتیش پاولودار، باشگاه فوتبال سوکول ساراتوف، باشگاه فوتبال دینامو کی‌یف، و باشگاه فوتبال الیستا اشاره کرد.
وی همچنین در تیم ملی فوتبال اوکراین بازی کرده‌است.